# Somewhere in Afrika
Somewhere in Afrika je studiové album od skupiny Manfred Mann's Earth Band vydané v roce 1983.

## Seznam skladeb
Strana 1
1. "Tribal Statistics" (Qunta) – 4:16
2. "Eyes of Nostradamus" (Al Stewart) – 3:28
3. "Third World Service" (Moore) – 5:18
4. "Demolition Man" (Sting) – 3:45
5. "Brothers and Sisters of Azania" (Mann) – 2:46

Strana 2
1. "Africa Suite" (Mann, Irving, Lingwood) – 8:36
a) "Brothers and Sisters of Africa" (Mann) – 3:06
b) "To Bantustan?" (Mann) – 2:36
c) "Koze Kobenini? (How Long Must We Wait?)" (Mann, Irving) – 1:26
d) "Lalela" (Mann, Lingwood) – 1:31
2. "Redemption Song (No Kwazulu)" (Bob Marley) – 7:35
3. "Somewhere in Africa" (Trad arr Mann, Lingwood) – 1:38

Bonusy (reedice 1999)
1. "War Dream" (Mann, Lingwood, Waller, Irving, Laing) – 3:08
2. "Holiday's Dream" (Mann, Irving, Lingwood, Waller) – 2:40
3. "Redemption Song" (single version) (Marley) – 4:14
4. "Eyes of Nostradamus" (12" single version) (Stewart) – 3:44
5. "Demolition Man" (single version/alternate mix) (Sumner) – 3:44

Severoamerická verze alba Somewhere in Afrika obsahuje hit z US hitparády Top 40 "Runner" a skladbu "Rebel", které nevyšly na evropském vydání.
Strana 1
1. "Demolition Man" (Sting) – 3:40
2. "Runner" (Ian Thomas) - 4:40
3. "Rebel" (Reg Laws) - 3:52
4. "Eyes of Nostradamus" (Al Stewart) – 3:28
5. "Third World Service" (Moore) – 3:24

Strana 2
1. "Somewhere in Africa" (Trad arr Mann, Lingwood) – 1:38
2. "Tribal Statistics" (Qunta) – 4:16
3. "Lalela" (Mann, Lingwood) – 1:31
4. "Redemption Song (No Kwazulu)" (Bob Marley) – 4:11
5. "Africa Suite" (Mann, Irving, Lingwood) – 9:54
a) "Brothers and Sisters of Africa" (Mann) – 3:06
b) "To Bantustan?" (Mann) – 2:36
c) "Koze Kobenini? (How Long Must We Wait?)" (Mann, Irving) – 1:26
d) "Brothers and Sisters of Azania" (Mann) – 2:46

## Obsazení
- Manfred Mann - klávesy, syntetizér
- John Lingwood - bicí, perkusy
- Steve Waller - zpěv, kytara ("Eyes of Nostradamus", "Third World Service", "Demolition Man")
- Chris Thompson - zpěv
- Matt Irving - baskytara, programování (MC4)
- Shona Laing - zpěv
- Trevor Rabin - sólová kytara na "Redemption Song" a "Runner"